# يوجي أوي
يوجي أوي (باليابانية: 大江 勇詞) (20 أبريل 1986 في كيوتو في اليابان – )؛ هو لاعب كرة قدم ياباني سابق كان يلعب كمهاجم.

## وصلات خارجية
- يوجي أوي على موقع رابطة كرة القدم اليابانية للمحترفين (اليابانية)
- يوجي أوي على موقع قاعدة بيانات كرة القدم.إي يو (الإنجليزية)
- يوجي أوي على موقع عالم كرة القدم.نت (الإنجليزية)